# Rick Rubin
Frederick Jay "Rick" Rubin (sinh ngày 10 tháng 3 năm 1963) là một nhà sản xuất thu âm người Mỹ và đồng chủ tịch của Columbia Records. Cùng với Russell Simmons, Rubin là đồng sáng lập của Def Jam Records và cũng đã thành lập American Recordings. Với nhóm Beastie Boys, LL Cool J, Public Enemy, và Run–D.M.C., Rubin giúp phổ biến nền âm nhạc hip hop.
Rubin cũng đã từng làm việc với các nghệ sĩ nổi tiếng như Coheed And Cambria, Red Hot Chili Peppers, Kanye West, Lady Gaga, The Black Crowes, Slayer, Jay Z, Jake Bugg, James Blake, Danzig, Dixie Chicks, Tom Petty and the Heartbreakers, Black Sabbath, Slipknot, Metallica, AC/DC, Aerosmith, Weezer, Linkin Park, The Cult, At The Drive-In, Neil Diamond, The Avett Brothers, Adele, Joe Strummer, Mick Jagger, System of a Down, The Mars Volta, Rage Against the Machine, Melanie C, Audioslave, Sheryl Crow, ZZ Top, Jakob Dylan, Lana Del Rey, Justin Timberlake, Shakira, Ed Sheeran, Damien Rice, Eminem, Frank Ocean, Gogol Bordello, Type O Negative và The Four Horsemen.
Trong năm 2007, MTV đã gọi ông là "nhà sản xuất quan trọng nhất trong 20 năm qua" và cùng năm đó, Rubin xuất hiện trên tạp chí Time 100 Người có ảnh hưởng nhất trên Thế giới. Ông đã tài trợ ủng hộ Smoky Mountain Wrestling của Jim Cornette từ năm 1991 đến năm 1995.

## Đầu đời
Frederick Jay Rubin sinh ra ở Long Beach, New York và lớn lên ở Lido Beach, New York. Cha của ông, Michael (Mickey) là một người bán sỉ giày và bà mẹ ông, Linda, một bà nội trợ. Ông ta thuộc dòng dõi người Do Thái. Trong khi còn là một sinh viên tại Trường Trung học Long Beach, ông làm bạn với giám đốc bộ phận nghe nhìn của trường, Steve Freeman, người đã dạy cho ông ta một vài bài học về chơi guitar và viết nhạc. Sau đó ông chơi trong một ban nhạc với bạn bè thời thơ ấu của mình là Marc Greenhut, Carlos Ferreiro, và Joey Ferrante trong gara nhà để xe và các chương trình biểu diễn cho những người bạn trong thành phố cho đến khi Steve, một giáo viên AV, đã giúp anh sáng tạo ra một ban nhạc punk mang tên The Pricks.

## Sự nghiệp

### Những năm của Def Jam
Trong năm senior của mình, Rubin thành lập Def Jam Records sử dụng máy ghi âm bốn bài của trường học. Ông chuyển sang lập ban nhạc Hose, chịu ảnh hưởng bởi Flipper của San Francisco. Năm 1982, một ca khúc của ban nhạc Hose đã trở thành bản phát hành đầu tiên của Def Jam, một đĩa đơn 45 rpm 7 vinyl trong một túi giấy màu nâu, và không có nhãn. Ban nhạc chơi trong và xung quanh cảnh punk của NYC, đã đi lưu diễn ở Midwest và tại California, và chơi với các ban nhạc cứng cựa như Meat Puppets, Hüsker Dü, Circle Jerks, Butthole Surfers và Minor Threat, trở thành bạn với những người thủ lĩnh và chủ nhân của Dischord Records ông chủ là Ian MacKaye. Ban nhạc đã tan rã vào năm 1984 khi niềm đam mê của Rubin tiến về phía khung cảnh hip hop của NYC.

## Các dự án khác
Rubin là một fan hâm mộ của đấu vật chuyên nghiệp và đã có vé đăng ký cả đời người cho các sự kiện hàng tháng của Đấu vật Giải trí Thế giới WWE tại Madison Square Garden trong suốt những năm 1970 và 80. Rubin đã trích dẫn Roddy Piper và Ric Flair là những ảnh hưởng trong công việc và quảng bá của ông. Rubin đã nói rằng những đôi giày đấu vật chuyên nghiệp có ảnh hưởng lớn đến sự phát triển của The Beastie Boys. Rubin nói: "Ý tưởng trở thành những tay rapper xấu, nói những điều thực sự kỳ quặc trong các cuộc phỏng vấn, tất cả đều đến từ tình yêu của đấu vật chuyên nghiệp". Rubin tài trợ ủng hộ Smoky Mountain Wrestling của Jim Cornette cho hầu hết các hoạt động của nó từ năm 1991-95.

## Đóng phim
| Năm  | Phim                                                                   | Vai trò         | Danh tiếng                   |
| ---- | ---------------------------------------------------------------------- | --------------- | ---------------------------- |
| 1985 | Krush Groove                                                           | Bản thân ông ấy |                              |
| 1986 | (You Gotta) Fight For Your Right (To Party) (Beastie Boys music video) | Cameo           |                              |
| 1988 | Tougher Than Leather                                                   | Vic Ferrante    | diễn viên, đạo diễn, nhà văn |
| 1990 | Men Don't Leave                                                        | Craig           |                              |
| 1991 | Funky Monks                                                            | Bản thân ông ấy |                              |
| 2004 | Fade to Black                                                          | Bản thân ông ấy |                              |
| 2004 | 99 Problems (Jay Z music video)                                        | Cameo           |                              |
| 2005 | Twisted Transistor (Korn Music Video)                                  | Cameo           |                              |
| 2006 | Dixie Chicks: Shut Up and Sing                                         | Bản thân ông ấy |                              |
| 2006 | iTunes Originals – Red Hot Chili Peppers                               | Bản thân ông ấy |                              |
| 2007 | Runnin' Down a Dream                                                   | Bản thân ông ấy |                              |
| 2007 | The Making of Minutes to Midnight                                      | Bản thân ông ấy |                              |
| 2010 | The Meeting of a Thousand Suns                                         | Bản thân ông ấy |                              |
| 2012 | Inside Living Things                                                   | Bản thân ông ấy |                              |
| 2013 | Sound City                                                             | Bản thân ông ấy |                              |
| 2013 | Berzerk (Eminem music video)                                           | Cameo           |                              |
| 2013 | Making 13                                                              | Bản thân ông ấy |                              |
| 2014 | Foo Fighters Sonic Highways (TV Mini Series)                           | Bản thân ông ấy |                              |
| 2016 | I Am Johnny Cash (Documentary)                                         | Bản thân ông ấy |                              |

## Các giải thưởng và đề cử

### Giải Grammy
| Năm  | Đề cử / Tác phẩm                           | Giải thưởng                                 | Kết quả   |
| ---- | ------------------------------------------ | ------------------------------------------- | --------- |
| 1996 | Bản thân ông ấy                            | Producer of the Year, Non-Classical         | Đề cử     |
| 1998 | Unchained                                  | Best Country Album                          | Đoạt giải |
| 2000 | Bản thân ông ấy                            | Producer of the Year, Non-Classical         | Đề cử     |
| 2000 | Echo                                       | Giải Grammy cho Album rock xuất sắc nhất    | Đề cử     |
| 2000 | Californication                            | Giải Grammy cho Album rock xuất sắc nhất    | Đề cử     |
| 2003 | Bản thân ông ấy                            | Producer of the Year, Non-Classical         | Đề cử     |
| 2003 | American IV: The Man Comes Around          | Best Contemporary Folk Album                | Đề cử     |
| 2005 | "99 Problems"                              | Best Rap Song                               | Đề cử     |
| 2005 | Unearthed                                  | Best Historical Album                       | Đề cử     |
| 2007 | "Not Ready to Make Nice"                   | Giải Grammy cho Thu âm của năm              | Đoạt giải |
| 2007 | Taking the Long Way                        | Best Country Album                          | Đoạt giải |
| 2007 | Taking the Long Way                        | Giải Grammy cho Album của năm               | Đoạt giải |
| 2007 | FutureSex/LoveSounds                       | Giải Grammy cho Album của năm               | Đề cử     |
| 2007 | Stadium Arcadium                           | Giải Grammy cho Album của năm               | Đề cử     |
| 2007 | Stadium Arcadium                           | Giải Grammy cho Album rock xuất sắc nhất    | Đoạt giải |
| 2007 | Bản thân ông ấy                            | Producer of the Year, Non-Classical         | Đoạt giải |
| 2009 | Bản thân ông ấy                            | Producer of the Year, Non-Classical         | Đoạt giải |
| 2009 | Death Magnetic                             | Giải Grammy cho Album rock xuất sắc nhất    | Đề cử     |
| 2011 | "Ain't No Grave / The Johnny Cash Project" | Giải Grammy cho Video âm nhạc xuất sắc nhất | Đề cử     |
| 2012 | 21                                         | Giải Grammy cho Album của năm               | Đoạt giải |
| 2012 | I'm with You                               | Giải Grammy cho Album rock xuất sắc nhất    | Đề cử     |
| 2014 | 13                                         | Giải Grammy cho Album rock xuất sắc nhất    | Đề cử     |
| 2015 | x                                          | Giải Grammy cho Album của năm               | Đề cử     |